# Bojan Krkić
Bojan Krkić Pérez (wym. [ˈbo̞ʝan ˈkiɾkit͡ʃ ˈpe̞ɾe̞θ]; serb. Бојан Кркић, wym. [bɔ̌jan kr̩̂kit͡ɕ]; ur. 28 sierpnia 1990 w Linyoli) – były hiszpański piłkarz pochodzenia serbskiego, występujący na pozycji napastnika.

## Kariera klubowa

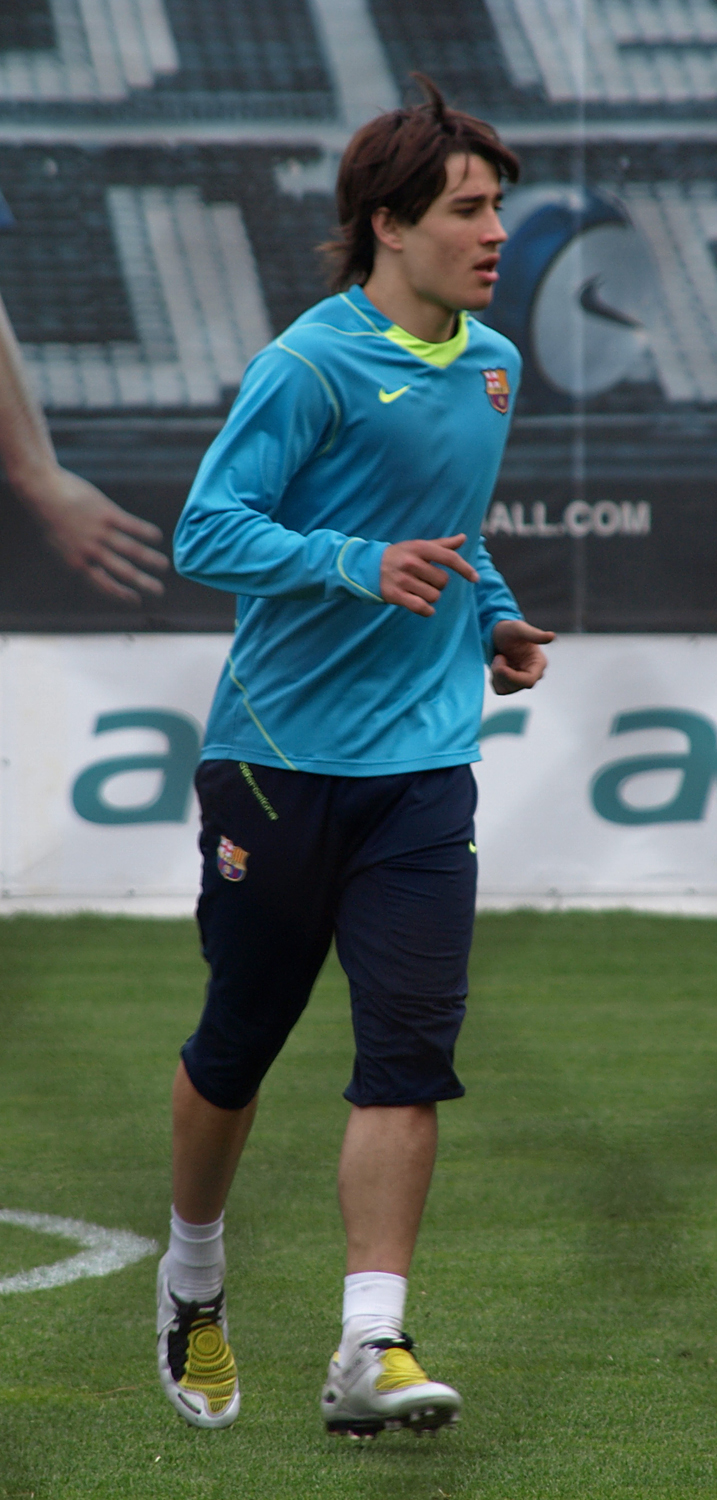
Bojan Krkić na treningu FC Barcelona w marcu 2008

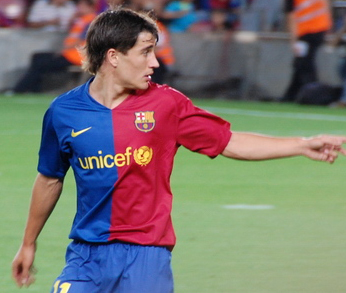
Bojan Krkić podczas Pucharu Gampera 2008

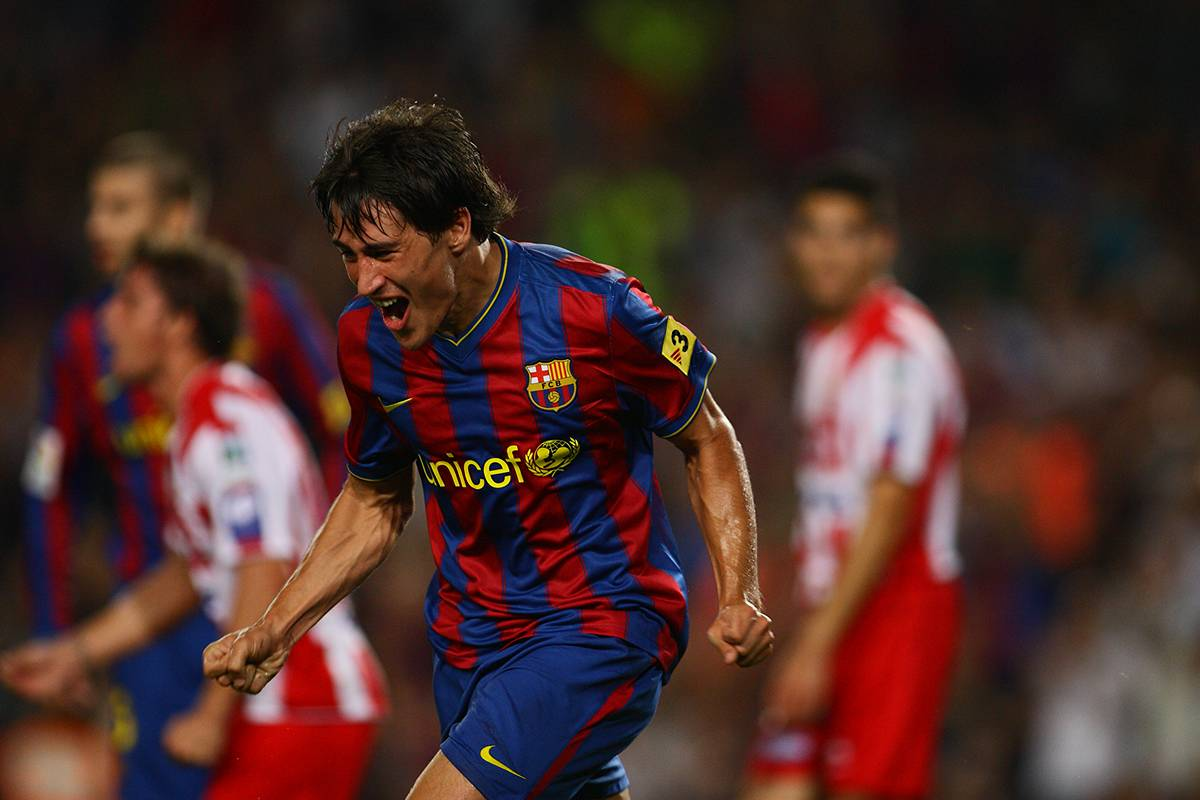
Krkić w 2009 roku w barwach Barcelony

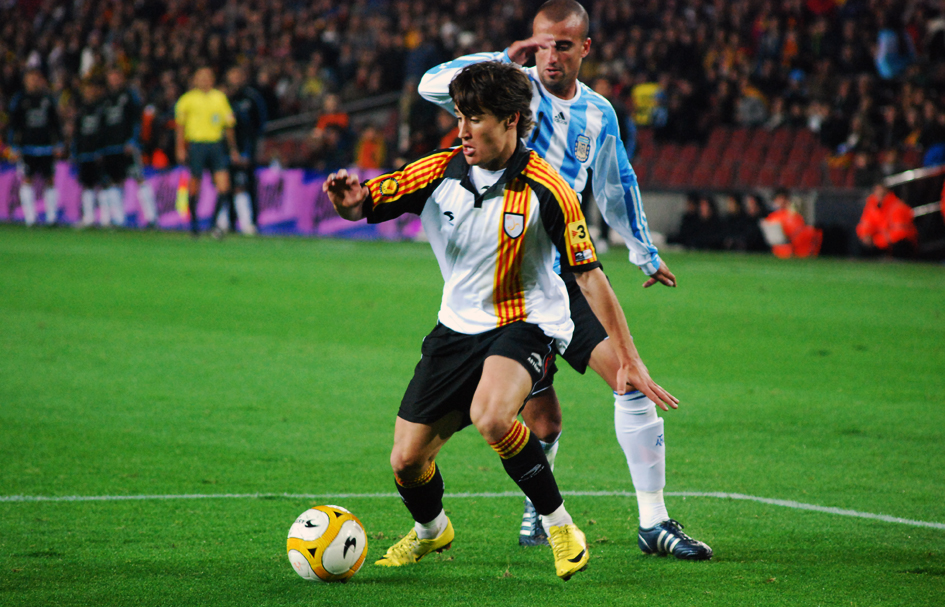
Bojan podczas meczu Katalonia - Argentyna (2009)

### Początki
Jego matka Maria Lluïsa Pérez jest Katalonką i z zawodu pielęgniarką, natomiast ojciec (także Bojan) jest Serbem i byłym piłkarzem - w latach 80. występował w Crvenej zvezdzie Belgrad i OFK Beograd. Do szkółki Barcelony młody Bojan trafił w wieku 9 lat i zaczął grać w drużynie Benjamí A. Według katalońskiego dziennika „Sport” podczas testów, przy pierwszym kontakcie z piłką, Krkić okiwał obrońcę i strzelił bramkę. Od najmłodszych lat marzył o tym, aby zostać zawodowym piłkarzem klubu z Camp Nou.
W styczniu 2008 przy okazji konkursu dla dzieci, polegającego na napisaniu wypracowania na temat "Chcę być piłkarzem", zorganizowanym przez Europejskie Stowarzyszenie Byłych Piłkarzy i Katalońską Federację Piłkarską, Bojan przeczytał pracę, którą napisał w wieku ośmiu lat. W tamtym czasie podziwiał ówczesnego napastnika Barçy Patricka Kluiverta i drużynę Manchesteru United. Jednak jak zaznaczył zawodnik, zawsze marzył, aby piłkarskie życie związać z FC Barcelona.
8 maja 2001, w wieku 10 lat piłkarz udzielił wywiadu klubowej telewizji Barça TV i opowiedział o nadziejach i marzeniach związanych z grą w pierwszym składzie FC Barcelona. Bojan ocenił siebie jako szybkiego środkowego napastnika, przed którym jest jeszcze wiele lat pracy.
Poczynając od Benjamí A, piłkarz bił rekordy w liczbie strzelonych bramek (w sumie ponad 900 goli, średnio ponad 3 na mecz) i bardzo szybko awansował do kolejnych drużyn młodzieżowych: Aleví B (2000/01), Aleví A (2001/02), Infantil B (2002/03), Infantil A (2003/04) i Cadet B (2004/05). Sezon 2005/06 zaczął w Cadet A i szybko został przeniesiony do Juvenil A, a rok później do drużyny Barçy B. W ciągu pół roku w Barcelonie B, młody napastnik 10 razy trafił do siatki rywali i został najlepszym strzelcem drużyny.

### FC Barcelona

#### 2006/07
W pierwszej drużynie zadebiutował 24 kwietnia 2007 roku, w wygranym 4:0 towarzyskim meczu ze zwycięzcą Afrykańskiej Ligi Mistrzów Al-Ahly Kair i strzelił bramkę. Miał wtedy 16 lat i osiem miesięcy, w związku z czym został czwartym najmłodszym debiutantem w historii klubu.
W związku ze spadkiem drużyny FC Barcelona B do niższej klasy rozgrywkowej (od sezonu 2007/2008 Tercera División), rozważano wypożyczenie zawodnika do innego zespołu. Spekulowano, że może to być AS Saint-Étienne, lub Celta Vigo prowadzona wtedy przez byłą gwiazdę Barcelony Christo Stoiczkowa.

#### 2007/08
1 lipca 2007 roku Bojan został włączony do pierwszej drużyny FC Barcelona. Podczas letnich przygotowań przed sezonem 2007/08 zebrał pozytywne recenzje za grę w meczach Dundee United i Heart of Midlothian F.C. 16 września, w meczu z CA Osasuna, zadebiutował w rozgrywkach Primera División, zmieniając w 78. minucie Giovaniego dos Santosa i stał się najmłodszym debiutantem FC Barcelona w lidze w historii (17 lat i 19 dni).
Pierwszy mecz w Lidze Mistrzów rozegrał 19 września przeciwko Olympique Lyon, zmieniając w 88. minucie Lionela Messiego, dzięki czemu stał się najmłodszym piłkarzem Barcelony w europejskich pucharach, zarazem piątym najmłodszym piłkarzem w LM - 17 lat i 22 dni (najmłodszy był Celestine Babayaro - 16 lat i 87 dni). 20 października piłkarz po raz pierwszy wybiegł w podstawowym składzie Barçy w meczu z Villarreal C.F., a zdobywając gola po podaniu Thierry'ego Henry'ego został najmłodszym ligowym strzelcem Barcelony w historii (17 lat, miesiąc i 22 dni). Tylko Xisco Nadal z Villarreal C.F. i Mena z Valencia CF byli młodsi, gdy zdobywali pierwsze bramki w La Liga (odpowiednio 16 lat, 1 miesiąc i 18 dni oraz 17 lat, 1 miesiąc i 6 dni). Pierwszego gola Pucharze Króla piłkarz strzelił 13 listopada w 94. min. meczu z CD Alcoyano.
23 grudnia 2007 Bojan zadebiutował w El Clásico; przebywał na murawie jedenaście minut. W rozgrywkach Ligi Mistrzów w podstawowym składzie po raz pierwszy wystąpił 27 listopada w spotkaniu z Olympique Lyon na Stade de Gerland.
Po raz pierwszy dwie bramki w jednym meczu Primera División strzelił w pojedynku z Realem Valladolid 23 marca 200]. W spotkaniu zakończonym wynikiem 4:1, piłkarz zanotował również 2 asysty. Po tym meczu sportowy dziennik Mundo Deportivo na pierwszej stronie napisał w tytule Bojan Crackic (hiszp. crack - gwiazda), a włoska La Gazzetta dello Sport informowała o cudownym dziecku. Napastnik Barcelony strzelił następnie bramki w dwóch kolejnych meczach - w ligowym pojedynku z Realem Betis oraz po raz pierwszy w Lidze Mistrzów.
Krkić dokonał tego 1 kwietnia 2008 w wyjazdowym spotkaniu z Schalke 04 Gelsenkirchen mając 17 lat i 217 dni. Katalończyk został drugim najmłodszym strzelcem w tych rozgrywkach (w tej klasyfikacji przewodzi Peter Ofori-Quaye - 17 lat 195 dni).
Strzelając 10 goli w lidze w swoim pierwszym sezonie wśród seniorów, Bojan pobił rekord Raúla Gonzáleza. Napastnik Realu Madryt w swoim debiutanckim sezonie 1994/95, mając 17 lat strzelił 9 bramek, a Bojan poprawił ten wynik spędzając na boisku mniej minut.

#### 2008/09
Wraz z przyjściem do klubu nowego trenera Josepa Guardioli pozycja Bojana w drużynie nieco osłabła co nie zmienia faktu, że miał on udział w zdobyciu przez FC Barcelonę potrójnej korony, czyli zwycięstwie w trzech najważniejszych rozgrywkach: Pucharze Króla, Primera División i Lidze Mistrzów. Bojan strzelił jedną z bramek w meczu finału Pucharu Króla przyczyniając się do wspaniałego zwycięstwa 4:1 nad Athletic Bilbao.

#### 2009/10
Sezon ten rozpoczął z drużyną od zdobycia trzech kolejnych tytułów: Superpucharu Hiszpanii (mecz przeciwko Athletic Bilbao), Superpucharu Europy (Szachtar Donieck) i Klubowego Mistrzostwa Świata (finałowy mecz przeciwko Estudiantes La Plata). Bojan pozostawał jednak w cieniu swych kolegów z ataku, a trener był przez niektórych krytykowany za brak częstych występów młodego reprezentanta Hiszpanii. Jednym z najbardziej pamiętnych momentów dla Krkicia w tym sezonie, był jego nieuznany gol, strzelony w końcówce rewanżowego meczu 1/2 Champions League z Interem. Sędzia Frank De Bleeckere uznał, że chwilę wcześniej Yaya Touré dotknął piłki ręką, odwołał bramkę, co w efekcie uniemożliwiło FC Barcelonie występ w finale rozgrywek, który rozegrano na Santiago Bernabéu - stadionie odwiecznego rywala Barçy.
2010/11
W sezonie 2010/11 Bojan wygrał wraz z drużyną Primera División i Champions League oraz doszedł do finału Copa del Rey. Piłkarz zaliczył również asystę do Jeffrena w rozegranym 29 listopada 2010 r. Klasyku, który zakończył się wynikiem 5:0 dla Dumy Katalonii.

### Późniejsza kariera
22 lipca 2011 przeszedł z Barcelony do AS Roma. Włoski klub zapłacił za 21-letniego napastnika 12 milionów euro. Klub ze stolicy Katalonii zobligował się do odkupienia zawodnika w przeciągu dwóch lat, czyli do sezonu 2012/13. Będzie wtedy musiał wyłożyć za swojego wychowanka 13 mln euro. Rzymski klub będzie miał możliwość zablokowania powrotu piłkarza do Barçy, dopłacając za niego 28 mln €. AS Roma doszła do porozumienia z AC Milanem i został wypożyczony na rok.
28 sierpnia 2012 roku Bojan został piłkarzem Milanu. Został wypożyczony z Romy na sezon 2012/2013. Gra w Milanie różnie się dla Bojana układała, zdecydowanie więcej spotkań rozegrał w pierwszej części sezonu. Występował na wszystkich pozycjach ataku, najwięcej korzyści drużynie dawał grając za napastnikiem. W barwach Milanu zadebiutował 1 września w meczu z Bologną. Pierwszą bramkę dla Milanu strzelił 3 listopada, rywalem było Chievo. Po zakończeniu sezonu żaden z klubów nie zdecydował się wykupić Bojana.
Latem 2013 roku Bojan powrócił do Barcelony, która od razu wypożyczyła go na rok do holenderskiego Ajaksu.
22 lipca oficjalna strona klubu Stoke City podała, iż Bojan Krkić został ich zawodnikiem. 29 stycznia 2017 r. zawodnik został wypożyczony do FSV Mainz. 30 czerwca powrócił do Stoke. 31 sierpnia ponownie udał się na wypożyczenie, tym razem do Deportivo Alavés. 30 czerwca 2018 wrócił do Stoke City. 7 sierpnia 2019 przeniósł się do Montreal Impact.
W 2021 roku został zawodnikiem Vissel Kobe. Z drużyną pożegnał się pod koniec 2022 roku. Klub postanowił nie przedłużyć kontraktu z Bojanem, który przez większość sezonu leczył kontuzję kolana. 
23 marca 2023 podczas konferencji w sali na stadionie Camp Nou Bojan Krkić poinformował, że zakończył karierę piłkarską. 

## Kariera reprezentacyjna
Bojan grał w juniorskich reprezentacjach Hiszpanii. Dopóki piłkarz nie rozegrał meczu w reprezentacji seniorów tego kraju, wciąż mógł zostać zawodnikiem Serbii.
Został najlepszym strzelcem Mistrzostw Europy do lat 17 w 2006 roku odbywających się w Luksemburgu. Będąc o rok młodszym od kolegów z zespołu i rywali, w czterech spośród pięciu spotkań zagrał tylko 45 minut. Mimo to strzelił najwięcej bramek spośród wszystkich zawodników, a jego drużyna zajęła trzecie miejsce. W spotkaniu z reprezentacją gospodarzy Krkić strzelił hat-tricka (48`,69`,76`), a kolejne gole zdobył w meczach z Węgrami (k. 76`) i z Niemcami (53`).
Młody napastnik doprowadził Hiszpanię do zwycięstwa w Mistrzostwach Europy do lat 17 w 2007 roku, które odbyły się w Belgii strzelając gola w półfinale z gospodarzom i jedynego gola finału przeciwko Anglii.
Powołaniu Bojana na Mistrzostwa Świata do lat 17 w Korei Południowej towarzyszyły kontrowersje. Działacze FC Barcelona chcieli, aby zawodnik był do dyspozycji klubu podczas Asian Tour, czemu sprzeciwiła się hiszpańska federacja piłkarska. Następnie Hiszpanie nie zgodzili się, by Ricard Pruna, członek klubowego sztabu medycznego, uczestniczył w turnieju, aby na bieżąco monitorować stan ścięgna kolana zawodnika.
Sam piłkarz również wolał zostać z drużyną klubową i powiedział w wywiadzie dla "Marki": Przebywanie na zgrupowaniu reprezentacji to dla mnie ważne doświadczenie. Czuję się tu dobrze, choć każdy wie, że możliwość trenowania w pierwszej drużynie Barcelony była dla mnie niczym piękny sen. Chcieliśmy jedynie, aby ten sen mógł trwać nadal.
Był jednym z najlepszych zawodników turnieju, strzelił 5 bramek (trzecie miejsce wśród najlepszych strzelców) i w dużej mierze dzięki jego znakomitej grze Hiszpania doszła do finału. W zwycięskim półfinale (Hiszpania-Ghana, 2:1), tuż przed końcem spotkania dostał ukarany drugą żółtą kartką i w konsekwencji czerwoną. Jego drużyna przegrała w finale z Nigerią po rzutach karnych (bezbramkowy remis po 120 min. gry). Krkić został uhonorowany nagrodą Bronze Ball (Brązowa Piłka) dla trzeciego najlepszego zawodnika turnieju, a wyprzedzili go Macauley Chrisantus (Silver Ball) i Toni Kroos (Golden Ball).
W reprezentacji Katalonii, jako najmłodszy w jej historii, Krkić zadebiutował 29 grudnia 2007 w meczu z Krajem Basków na San Mamés i strzelił gola, a mecz zakończył się remisem 1:1.
5 czerwca 2007 Bojan zagrał w reprezentacji Hiszpanii U-21, mając zaledwie 16 lat. Pierwszego gola w tym zespole strzelił w meczu eliminacji do Młodzieżowych Mistrzostw Europy z Polską 12 października na stadionie OSiRu we Włocławku.
6 lutego 2008 zawodnik miał zadebiutować w seniorskiej reprezentacji Hiszpanii w meczu przeciwko Francji. Mając 17 lat i 162 dni, Bojan miał szansę pobić rekord Baska Angelo Zubiety z 1936 r. (17 lat i 9 miesięcy) i zostać najmłodszym piłkarzem w historii hiszpańskiej drużyny, ale występ uniemożliwiły mu dolegliwości żołądkowe.
Luis Aragonés nie powołał zawodnika na kolejny mecz pierwszej reprezentacji, a ten wystąpił 25 marca 2008 w spotkaniu drużyny młodzieżowej z Kazachstanem. W zakończonym wynikiem 5:0 meczu rozegranym w ramach eliminacji Młodzieżowych Mistrzostw Europy, Katalończyk strzelił bramkę przewrotką oraz zanotował asystę.
Piłkarz znalazł się w szerokiej kadrze na Euro 2008. Jednak w przededniu powołania na zgrupowanie przed turniejem ogłosił, że rezygnuje z wyjazdu. W ostatnich dwóch latach zagrałem w Mistrzostwach Świata i Europy do lat 17. Jestem dumny, że szkoleniowiec reprezentacji chce mnie powołać. Jestem też świadom tego, co tracę nie jadąc do Szwajcarii i Austrii. Nie rezygnuję z reprezentacji. Moją decyzję podjąłem po rozmowie z Luisem Aragonésem. Nadszedł moment, w którym jestem po prostu zmęczony, wyczerpany powiedział na konferencji prasowej. Po latach przyznał, że w tamtym okresie miał ataki paniki, przytłaczała go presja i znalazł się w kryzysie zdrowia psychicznego. 
W reprezentacji swojego kraju zadebiutował 10 września 2008 w meczu z Armenią. Zmienił wtedy w ostatnich minutach spotkania Santiego Cazorlę.
Rozegrał też kilka meczów w reprezentacji Katalonii.

## Inne informacje

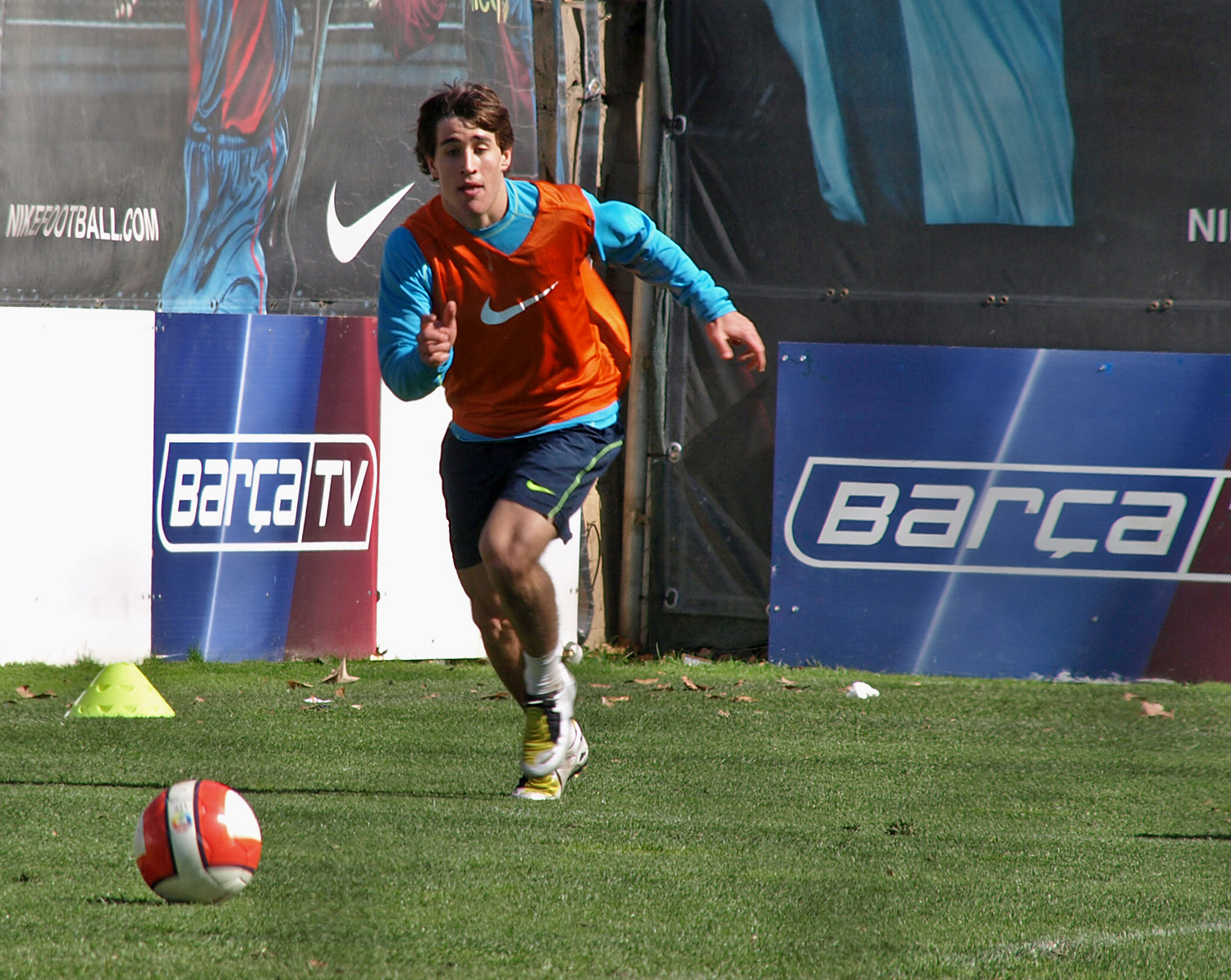
Bojan Krkić na treningu FC Barcelona w marcu 2008

- W karierze występował głównie jako środkowy napastnik wykorzystujący szybkość, drybling i instynkt strzelecki. W systemie 4-3-3 w prowadzonej przez Franka Rijkaarda Barcelonie, zawodnik występował na wszystkich pozycjach pierwszej formacji.
- Thierry Henry, który dołączył do drużyny Barcelony w 2007 roku, to największy idol Bojana. Przed jego transferem Hiszpan prosił ojca i byłego kolegę z drużyny, Cesca Fàbregasa, o koszulkę francuskiego napastnika[25]. To właśnie z Henrym spędzał najwięcej czasu na treningach i najlepiej rozumiał się na boisku. Były piłkarz Arsenalu określił ich relacje specjalną więzią[26] i zadedykował mu bramkę strzeloną 4 listopada 2007 w meczu z Realem Betis[27].
- Przydomki Bojana to El Criu (katal. Płaczek) i El Noi de Linyola (katal. chłopiec z Linyoli), oraz Il Pippino (wł. mały).
- W lipcu 2007 przedłużył kontrakt z firmą Nike do 2014 roku[28].
- Bojan Krkić senior od 1997 jest skautem FC Barcelona. Za jego namową do klubu sprowadzono m.in. Yayę Touré[29].
- Podobnie jak Krkić, w niewielkiej Linyoli (2,5 tys. mieszkańców) urodził się Josep María Fusté, w latach 60. czołowy gracz "Dumy Katalonii", a aktualnie organizator meczów klubowej drużyny weteranów[30].
- Mając zaledwie 20 lat, 6 miesięcy i 19 dni, Bojan zaliczył setny ligowy występ, bijąc rekord Leo Messiego, który zrobił to w wieku 21 lat i 250 dni.
- W stu meczach La Liga strzelił aż dwadzieścia pięć bramek.

## Statystyki kariery
(aktualne na dzień 3 czerwca 2018)
| Klub                    | Sezon              | Liga               | Liga  | Liga   | Puchary Krajowe | Puchary Krajowe | Europa | Europa | Inne  | Inne   | Suma  | Suma   |
| Klub                    | Sezon              | Liga               | Mecze | Bramki | Mecze           | Bramki          | Mecze  | Bramki | Mecze | Bramki | Mecze | Bramki |
| ----------------------- | ------------------ | ------------------ | ----- | ------ | --------------- | --------------- | ------ | ------ | ----- | ------ | ----- | ------ |
| FC Barcelona            | 2007/08            | Primera División   | 31    | 10     | 8               | 1               | 9      | 1      | –     | –      | 48    | 12     |
| FC Barcelona            | 2008/09            | Primera División   | 23    | 2      | 9               | 5               | 10     | 3      | –     | –      | 42    | 10     |
| FC Barcelona            | 2009/10            | Primera División   | 23    | 8      | 4               | 2               | 6      | 1      | 2     | 1      | 35    | 12     |
| FC Barcelona            | 2010/11            | Primera División   | 27    | 6      | 5               | 1               | 3      | 0      | 2     | 0      | 37    | 7      |
| AS Roma                 | 2011/12            | Serie A            | 33    | 7      | 2               | 0               | 2      | 0      | –     | –      | 37    | 7      |
| A.C. Milan (wyp.)       | 2012/13            | Serie A            | 19    | 3      | 2               | 0               | 6      | 0      | –     | –      | 27    | 3      |
| FC Barcelona            | 2012/13            | Primera División   | 0     | 0      | 0               | 0               | 0      | 0      | –     | –      | 0     | 0      |
| AFC Ajax (wyp.)         | 2013/14            | Eredivisie         | 16    | 2      | 0               | 0               | 0      | 0      | –     | –      | 16    | 2      |
| Stoke City              | 2014/15            | Premier League     | 16    | 4      | 1               | 0               | 0      | 0      | –     | –      | 16    | 4      |
| Stoke City              | 2015/16            | Premier League     | 27    | 7      | 4               | 0               | 0      | 0      | –     | –      | 31    | 7      |
| Stoke City              | 2016/17            | Premier League     | 9     | 3      | 2               | 0               | 0      | 0      | –     | –      | 11    | 3      |
| 1. FSV Mainz 05 (wyp.)  | 2016/17            | Bundesliga         | 11    | 1      | 0               | 0               | 0      | 0      | –     | –      | 11    | 1      |
| Stoke City              | 2017/18            | Premier League     | 1     | 0      | 1               | 0               | 0      | 0      | –     | –      | 2     | 0      |
| Deportivo Alavés (wyp.) | 2017/18            | Primera División   | 13    | 0      | 2               | 1               | 0      | 0      | –     | –      | 15    | 1      |
| Ogólnie w karierze      | Ogólnie w karierze | Ogólnie w karierze | 231   | 49     | 40              | 10              | 36     | 5      | 4     | 1      | 313   | 69     |

## Sukcesy

### Barcelona
- Liga Mistrzów (2): 2008/09, 2010/11

- Mistrzostwo Hiszpanii (3): 2008/09, 2009/10, 2010/11
- Puchar Króla (1): 2008/09
- Superpuchar Hiszpanii (2): 2009, 2010
- Superpuchar Europy (1): 2009
- Klubowe Mistrzostwo Świata (1): 2009

### Ajax
- Mistrzostwo Holandii (1): 2013/2014
- Superpuchar Holandii (1): 2013

### Hiszpania
- Mistrzostwo Europy do lat 21 (1): 2011

- Mistrzostwo Europy do lat 17 (1): 2007

### Indywidualne
- Złoty zawodnik Mistrzostw Europy do lat 17 (1): 2007
- Brązowa piłka Mistrzostw Świata do lat 17 (1): 2007
- Brązowy but Mistrzostw Świata do lat 17 (1): 2007
- Odkrycie rozgrywek według Don Balón (1): 2007/08

## Nagrody i wyróżnienia
- 19 listopada 2007 Bojan odebrał w Madrycie nagrodę „Gillette Future Champion 2007” przyznawaną dla najlepszego młodego zawodnika w hiszpańskim sporcie. Kolejne miejsca zajęli koszykarz Ricky Rubio (wówczas rozgrywający DKV Joventutu Badalona, później NBA), lekkoatleta Alvaro Rodriguez (bieg na 1500 m) i gimnastyk Sergio Muñoz[31].
- W plebiscycie organizowanym przez dziennik „Público", w którym głosowali sekretarze techniczni klubów La Liga, Bojan został uznany za "Odkrycie roku” w sezonie 2007/2008[32].